# 킹 비도어
킹 비도어(King Vidor, 1894년 2월 4일 ~ 1982년 11월 1일)는 미국의 영화 감독, 영화 프로듀서, 영화 각본가이다. 초대 미국 감독 조합장이며, 제12회 베를린 영화제(1962) 심사위원단장이였다.

## 작품 목록
- 빅 퍼레이드 (1925)
- 오즈의 마법사 (1939) - 캔사스 씬
- 노스웨스트 패시지 (1940)
- 컴래드 X (1940)
- 언 아메리칸 로맨스 (1944)
- 백주의 결투 (1946)
- 전쟁과 평화 (1956)
- 솔로몬과 시바의 여왕 (1959)